# 梅屋シン
梅屋 シン（うめや しん、1980年3月30日 - ）は、日本のパチスロライター。奈良県出身。

## 略歴
パチスロ必勝本にて、パチスロライターとして活動している。

## 出演
レギュラー番組のみ記述する。
ネット配信
- ただ、勝ちにゆきます（2017年2月-、パチンコ・パチスロ必勝本WEB-TV）
- みんなのパチスロリーグ（MOND TV）
- スロじぇくとC
- 梅屋と相棒
- 梅ワサ
- 我流の心理
- カレーは２日目がうまい

テレビ
- 嵐・梅屋のスロッターズジャーニー（パチンコ★パチスロTV!）